# Terme di Nettuno (Ostia)
Le Terme di Nettuno (II,IV,2), in antico note come lavacrum ostiense, sono un complesso termale pubblico della città romana di Ostia, costruito da Adriano e da Antonino Pio ed inaugurato nel 139.

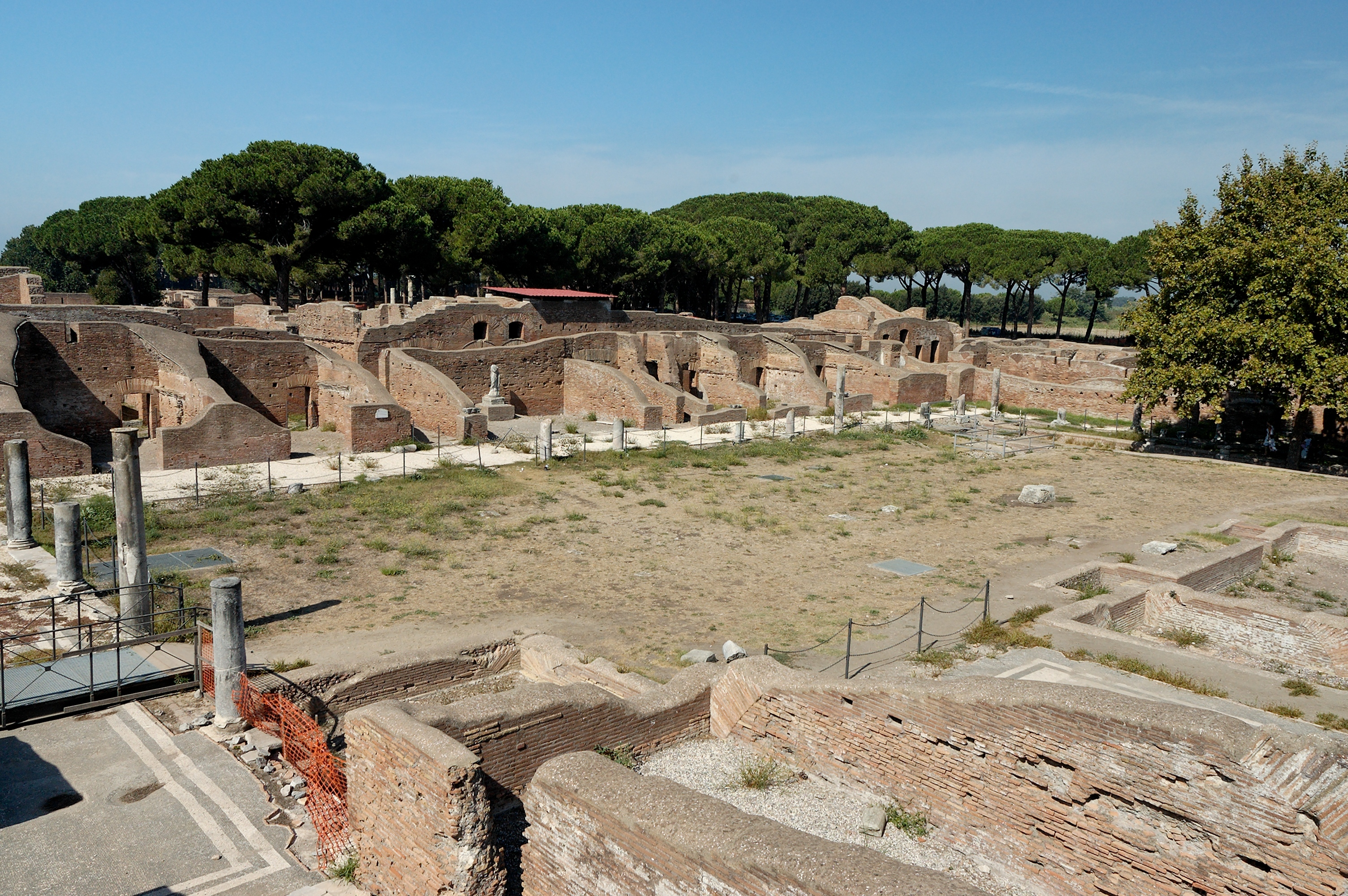
La palestra delle terme

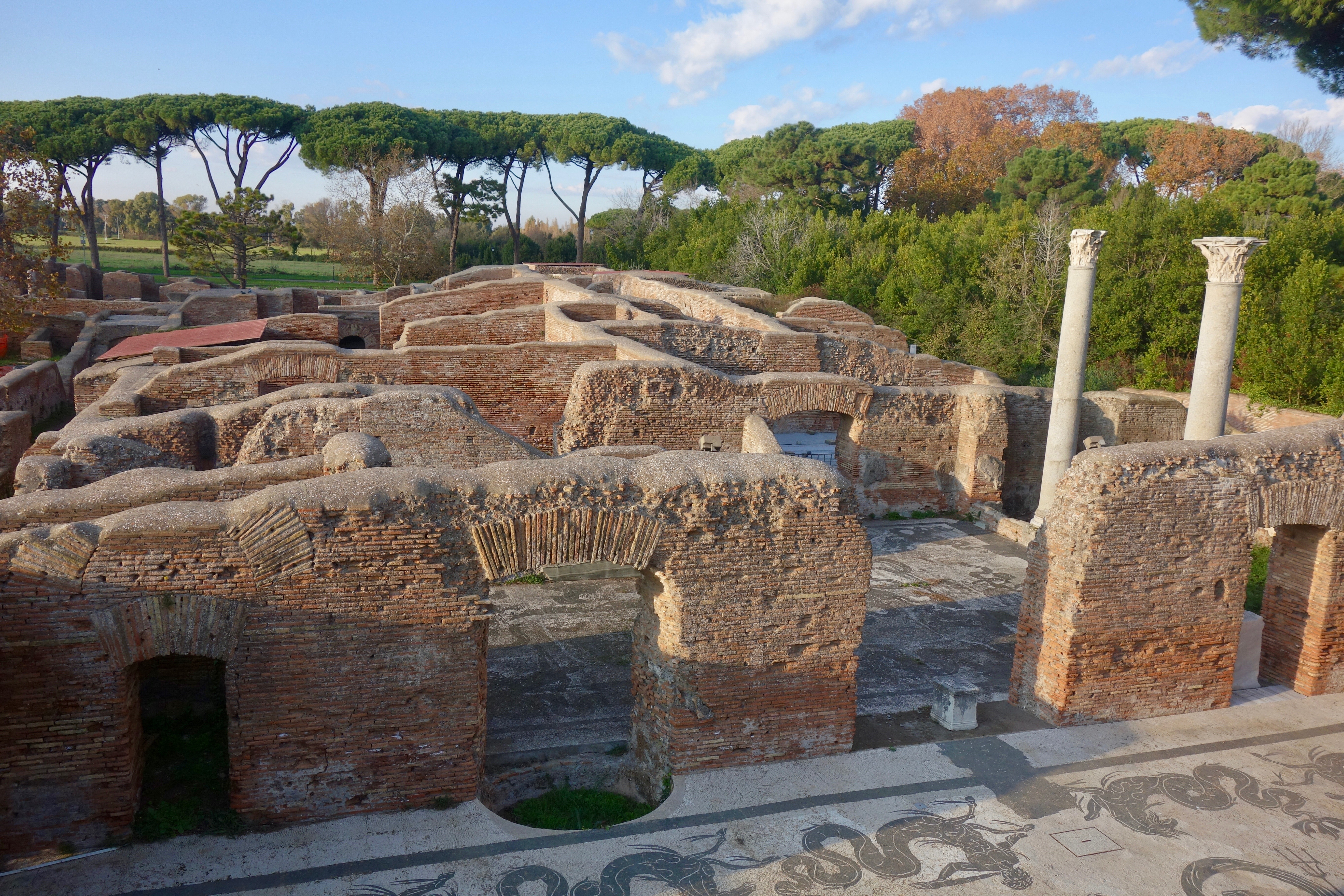
Il frigidario

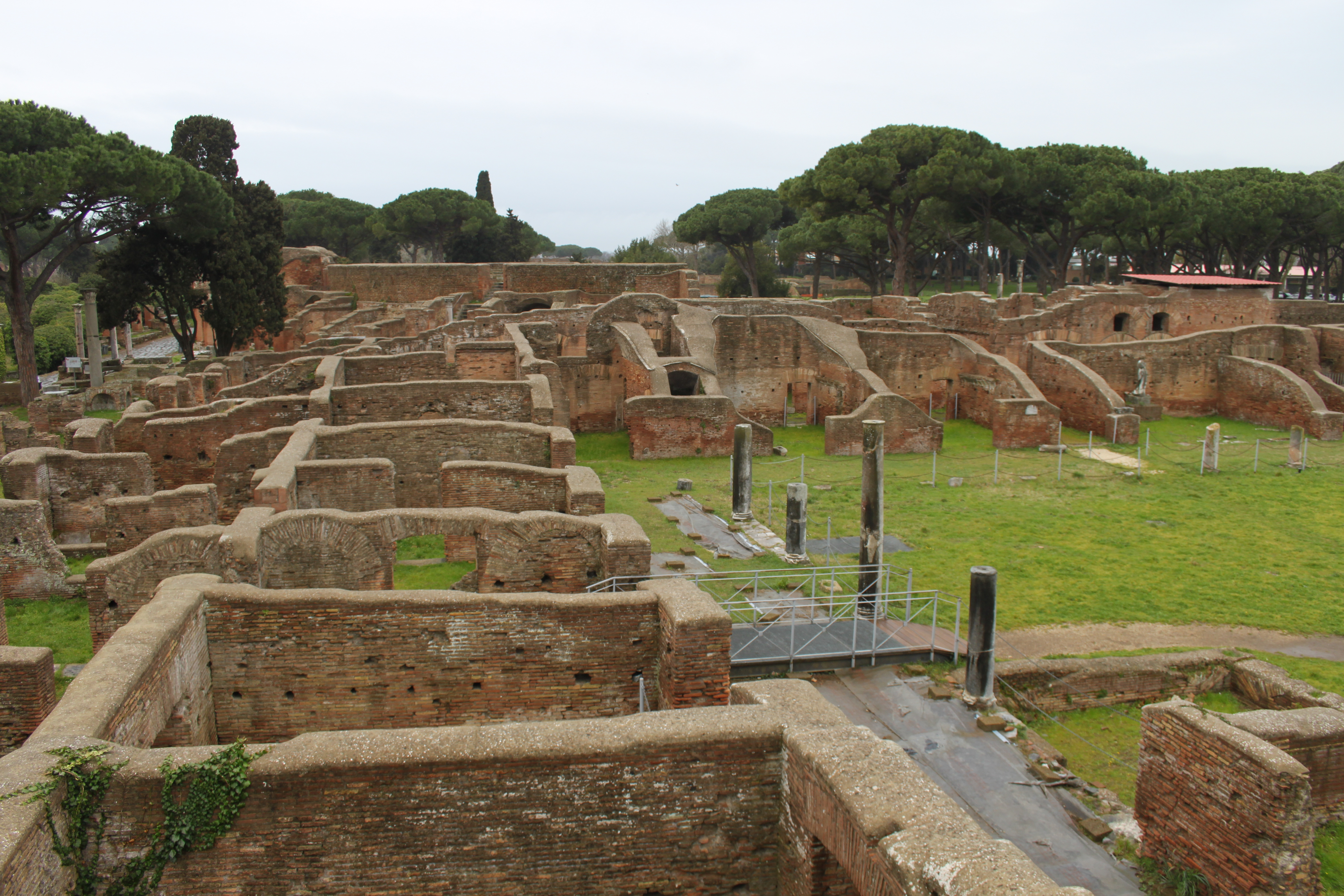
Le terme lungo il decumano

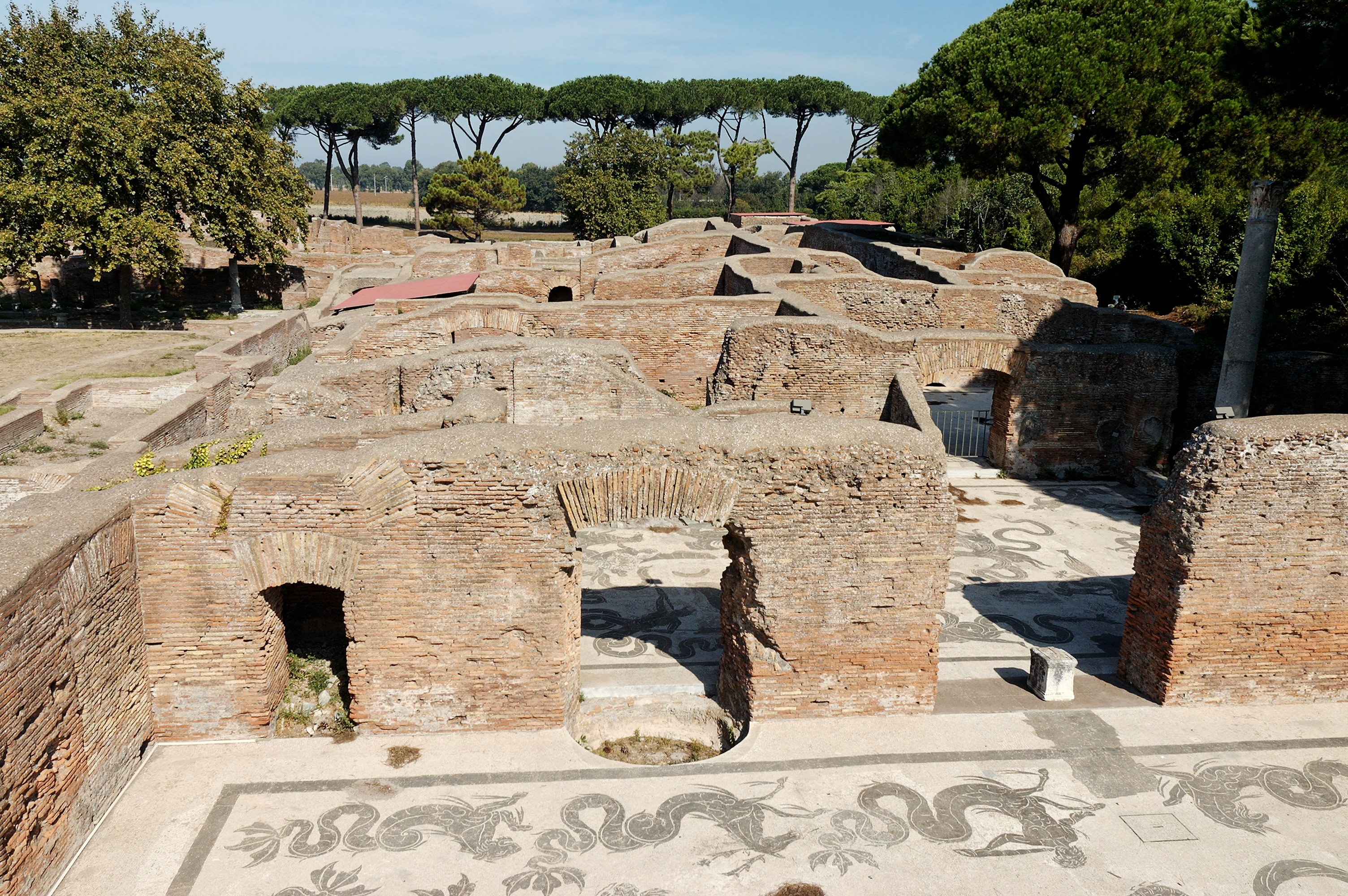
Il disimpegno (3) e il frigidario (5) con i mosaici di Nettuno e di Scilla

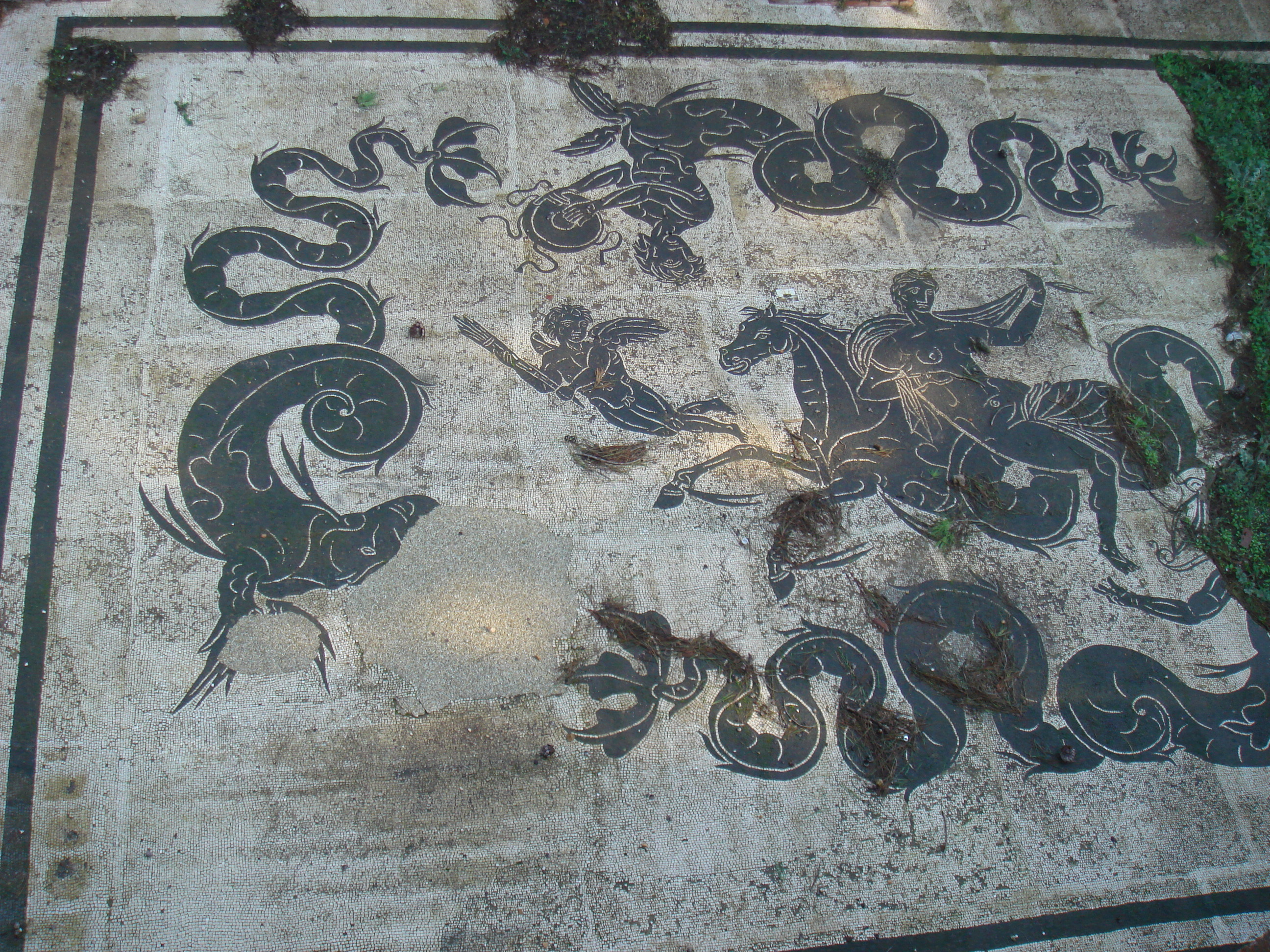
Mosaico con Anfitrite nella sala a sud del disimpegno (4)

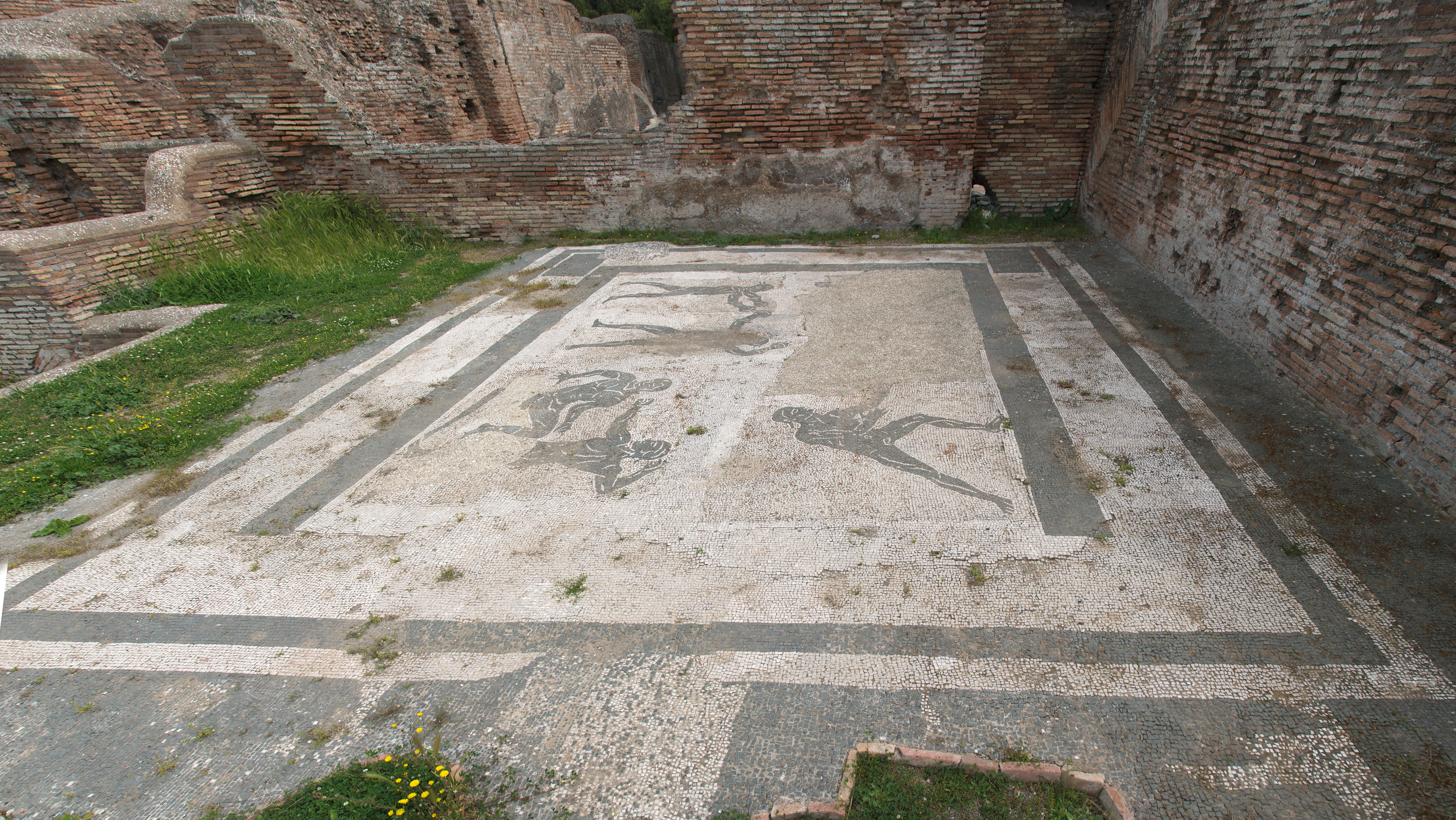
Mosaico con atleti nella sala di passaggio alla palestra (12)

## Storia
Sono collocate lungo il decumano massimo, ad est del centro cittadino (nella Il delle cinque regioni in cui Ostia è stata divisa dagli scavatori, isolato IV, edificio 2). Il complesso termale vero e proprio è separato dal decumano per mezzo di un portico monumentale a pilastri, che prosegue anche davanti agli isolati adiacenti (portico di Nettuno, II,IV,1) e sul cui fondo si aprono delle taberne (botteghe).
La zona era rimasta priva di costruzioni e riservata ad uso pubblico a seguito della delimitazione da parte del pretore urbano di Roma Gaio Caninio, probabilmente allo scopo di facilitare le attività portuali. La necessità venne probabilmente meno con la costruzione del porto di Claudio e vi venne costruito un primo impianto termale ("terme sotto via dei Vigili" o "terme delle Province"), i cui resti sono visibili all'incrocio stradale a nord-est (tra via dei Vigili ad est e via della Palestra a nord), ad un livello inferiore rispetto a quello generale adrianeo. Nella zona delle terme fu costruito un impianto commerciale, i cui resti sono stati visti in scavi archeologici.
Sotto Domiziano la zona fu completamente ristrutturata, con un uniforme rialzamento del terreno e la realizzazione della rete fognaria. Nella stessa posizione dell'attuale complesso venne costruito un grande complesso termale, con piscina (natatio) circondata da un colonnato e con ricca decorazione marmorea di cui restano i frammenti.
La ricostruzione adrianea è testimoniata dall'iscrizione di dedica, che menziona la spesa di due milioni di sesterzi, somma alla quale Antonino Pio aggiunse il necessario per il completamento, per dedicarla nel suo primo anno di regno (139). La pianta ricalcava il precedente impianto domizianeo, ma ne venne abolita la piscina, rimpiazzata da una serie di ambienti di ingresso e disimpegno.
Sotto Marco Aurelio subirono danni a causa di un incendio e furono restaurate da Publio Lucilio Gamala.. Altre modifiche furono apportate alla fine del III e nel IV secolo: il calidario originale (10) venne abbandonato e il precedente laconicum fu trasformato in calidario, un piccolo tepidario venne aggiunto nello spazio del frigidario. Intorno al 350 i pilastri del portico di Nettuno davanti alle terme vennero rafforzati, forse in seguito ai danni subiti a seguito di un terremoto nel 346.
Alla fine del IV - inizi del V secolo la palestra doveva essere in disuso e alcuni dei fusti di colonna furono reimpiegati in un portico ad est del teatro. In epoca alto-medievale l'area delle terme divenne zona di sepoltura.
Il complesso è stato scavato da Rodolfo Lanciani nel 1888 e da Dante Vaglieri nel 1909-1910.

## Descrizione

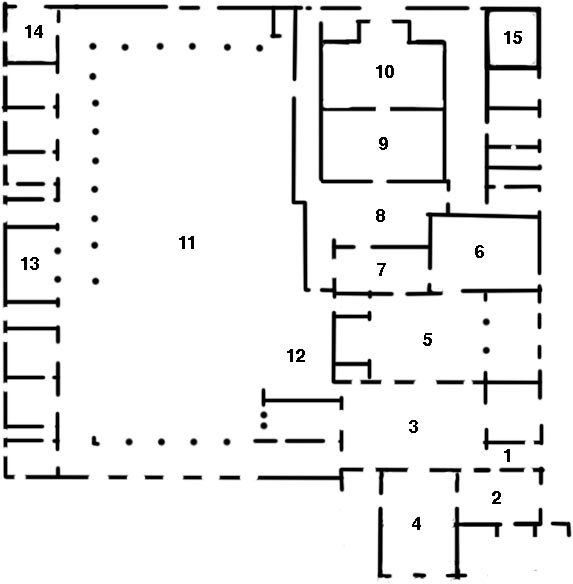
Disposizione degli ambienti nelle terme di Nettuno

L'ingresso principale, decorato da piccoli pilastri in laterizio, avveniva dal lato orientale, lungo la via dei Vigili, attraverso un vestibolo (1) fiancheggiato da una latrina (2), dal quale si accedeva ad un ampio disimpegno (3). Questo dava a sud in un ambiente accessibile anche dal portico in facciata (4), ad ovest verso la palestra (11) e a nord alla serie degli ambienti termali. Accessi secondari direttamente sulla palestra si aprivano anche su via della Fontana (ovest) e su via della Palestra (nord).
Il grande frigidario (5) era dotato di una vasca più grande verso est, decorata con tre nicchie sulle tre pareti e con fronte a due colonne, con fusti in granito grigio e sorreggenti arcate. Una vasca più piccola era sul lato ovest, con nicchie semicircolari sulle pareti laterali e un'altra nicchia semicircolare, affiancata da nicchie rettangolari, sulla parete di fondo. Entrambe le vasche erano rivestite in marmo e nella sala sono state rinvenute numerose statue e ritratti.
Seguivano due tepidari (7 e 8) e una sauna (laconicum, 9) e da un calidario (10). In una fase successiva il calidario più antico venne abbandonato e il laconicum ne assunse la funzione, con due vasche rettangolari ai lati, rivestite da marmi colorati. Il calidario più antico era affiancato a nord-est e a nord-ovest dagli ambienti delle fornaci per il riscaldamento.
La grande palestra nel settore occidentale era circondata su tre lati da un portico colonnato, con fusti in marmo portasanta e con capitelli ionici e corinzi. Sui lati sud ed ovest del portico si aprivano gli ambienti di servizio. L'ambiente centrale del lato ovest (13), più ampio e con passaggio segnato da due colonne, ospitava una statua di Sabina, con gli attributi di Cerere e doveva essere dedicato al culto imperiale. All'angolo nord-occidentale era un'altra latrina. La palestra era decorata di statue onorarie di cui si sono rinvenute numerose basi.
Un corridoio di servizio costeggiava gli ambienti riscaldati e all'angolo nord-est un ambiente con le mura particolarmente spesse (15) era una cisterna. Una più antica grande cisterna, abbandonata con la costruzione delle terme, è ancora in parte accessibile sotto la palestra del complesso. Era divisa in sei scompartimenti coperti a volta e disposti in senso nord-sud.
Sui lati sud ed ovest i piani superiori dovevano ospitare appartamenti in affitto, serviti da scale indipendenti aperte sulle strade e collocate tra gli ambienti delle terme.

### Mosaici
Numerosi ambienti delle terme erano decorati da grandi mosaici figurati in bianco e nero, realizzati sotto Antonino Pio.
- Nella latrina a fianco del vestibolo di ingresso è raffigurata una scena nilotica (un pigmeo inseguito da un coccodrillo e al centro una barca che trasporta anfore).
- Il disimpegno a cui si accede dal vestibolo di ingresso (3), ospita il mosaico che ha dato il nome al complesso: Nettuno su un carro trainato da cavalli marini e circondato da tritoni, nereidi e animali e mostri marini.
- Nell'ambiente a sud del disimpegno (4) il mosaico raffigura Anfitrite su cavallo marino, accompagnata da Imeneo e circondata da creature marine. Il mosaico è in collegamento con quello del disimpegno: Anfrite si dirige ad incontrare il suo sposo Nettuno.
- Il frigidario ospita una raffigurazione di Scilla con lunghi e sinuosi tentacoli da piovra, in lotta con un remo contro altri mostri marini.
- In un ampio ambiente a nord del frigidario, a lato dei due tepidari, si trova un mosaico rifatto forse nella fase dei restauri della seconda metà del III secolo, con numerosi simboli cristiani.
- Un ambiente (12) che si apriva sul lato est della palestra, accessibile anche dal disimpegno, era decorato da un mosaico con coppie di atleti intente a praticare il pugilato e il pancrazio, caratterizzate dal ciuffo di capelli legati sulla nuca (cirrus).

Le terme sotto la via dei Vigili, o delle Province, dell'epoca di Claudio, hanno restituito un grande mosaico suddiviso in riquadri con varie decorazioni: al centro sono quattro delfini e ai lati raffigurazioni di teste (quattro province, Spagna, Sicilia, Egitto e Africa e quattro venti).